# Oxygen Project
Oxygen Project（オキシジェン・プロジェクト）は、Linuxデスクトップ環境であるKDEがバージョン4へとアップデートするのに伴い、デスクトップの外見を一新することを目的として始められたプロジェクトである。当初の目的はアイコンセットを新しく作成することであったが、後にカーソルやウィジェット、ウィンドウのテーマ、サウンドを含む全体的なテーマを新たに作成することもプロジェクトの目的に加えられた。これにより、KDE 3まで使われていたグラフィックスやアイコンセットのアニメーション的な外見から、より写実的な外見のデスクトップが作り出された。
Oxygen Projectの目標の一つに、デスクトップの外見によってユーザーが気を散らさないようにすることがあり、それゆえアイコンとテーマには彩度が下げられたカラーパレットが用いられている。
Oxygen（酸素）という名前は、開発者たちの「新鮮な空気をデスクトップへ」というジョークに由来する。

## 標準化
Oxygen Projectは、標準のアイコンや、ガイドラインを作り出すことを目的とする。freedesktop.org標準アイコン名前空間と標準アイコンテーマに沿って開発されているため、アプリケーション間で一貫性を保つことができる。また、他にもこのガイドラインに沿って開発が行われているデスクトップ、アイコンセット、テーマもある（例：Tango Desktop Project）。

## ギャラリー

### スクリーンショット

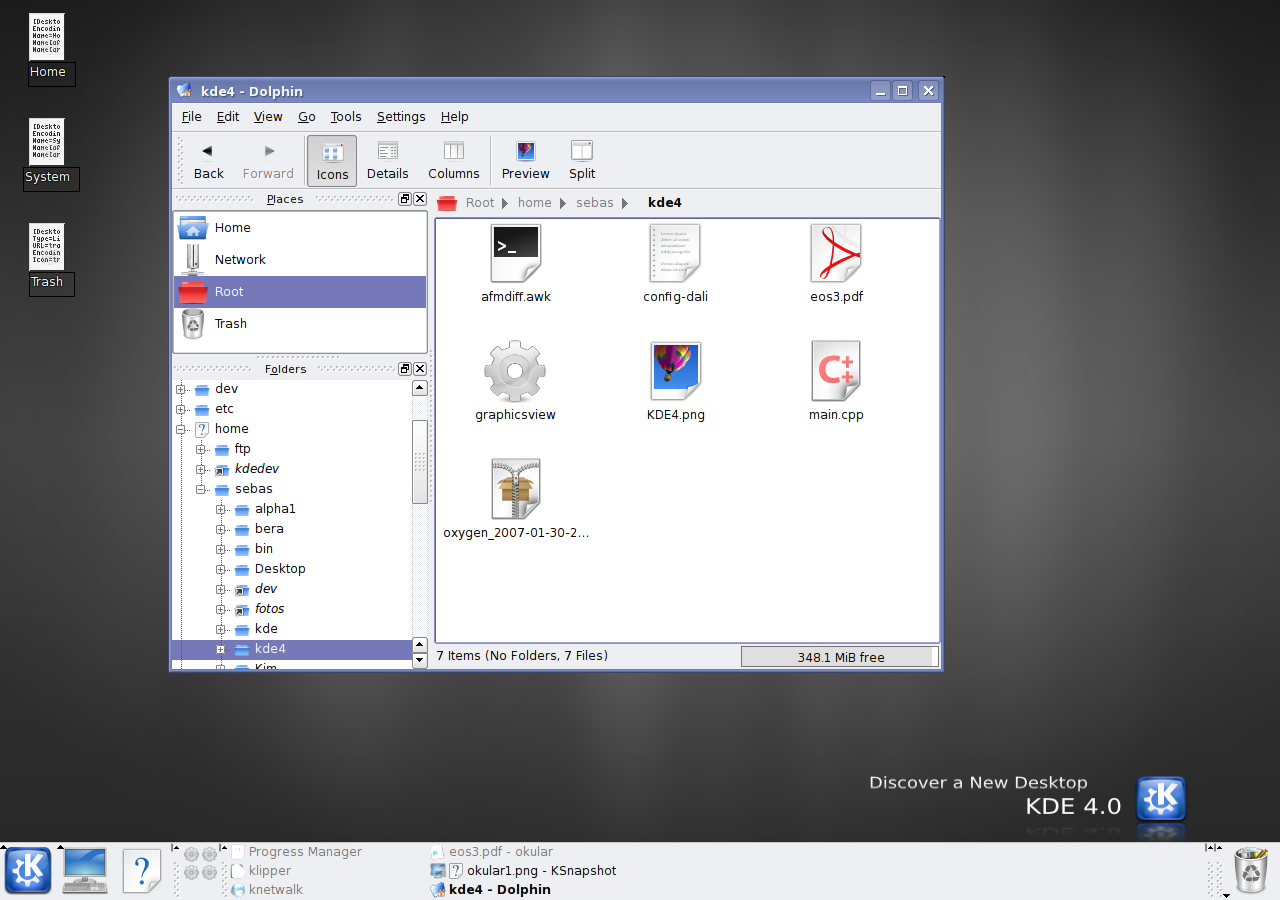
KDEアルファリリース。KDE 3.5.xのウィジェットとウィンドウの装飾が見える。
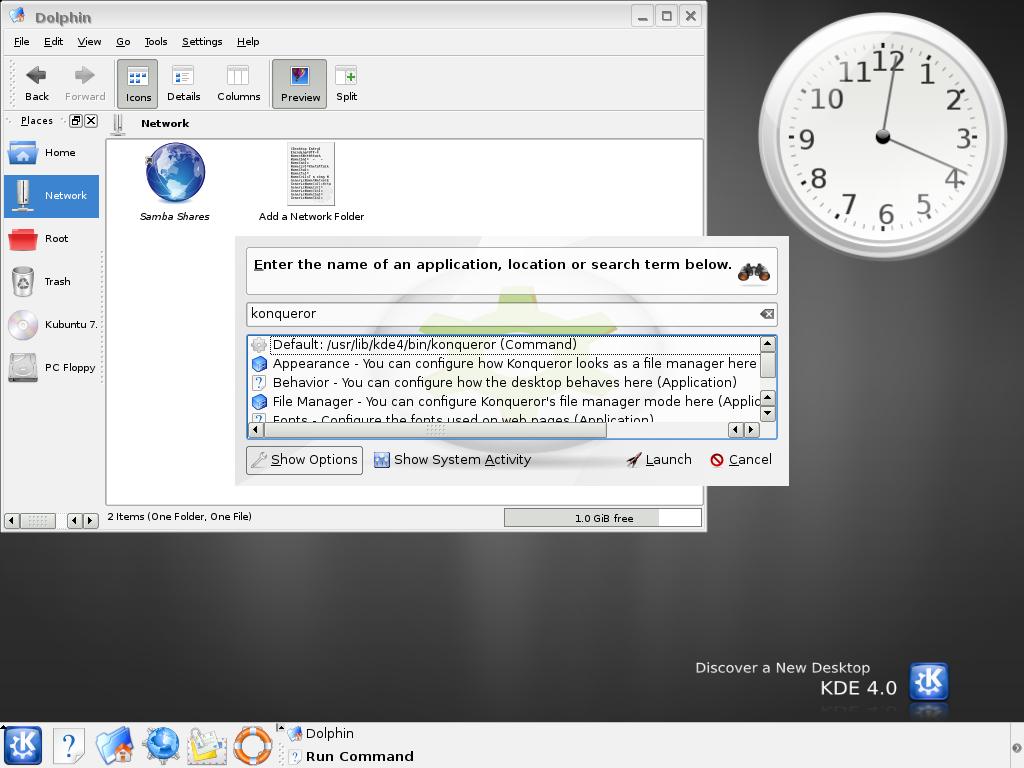
KDE 4 Beta 1におけるOxygen。実行ダイアログ、clock plasmoid、Dolphinにアイコンが見える。
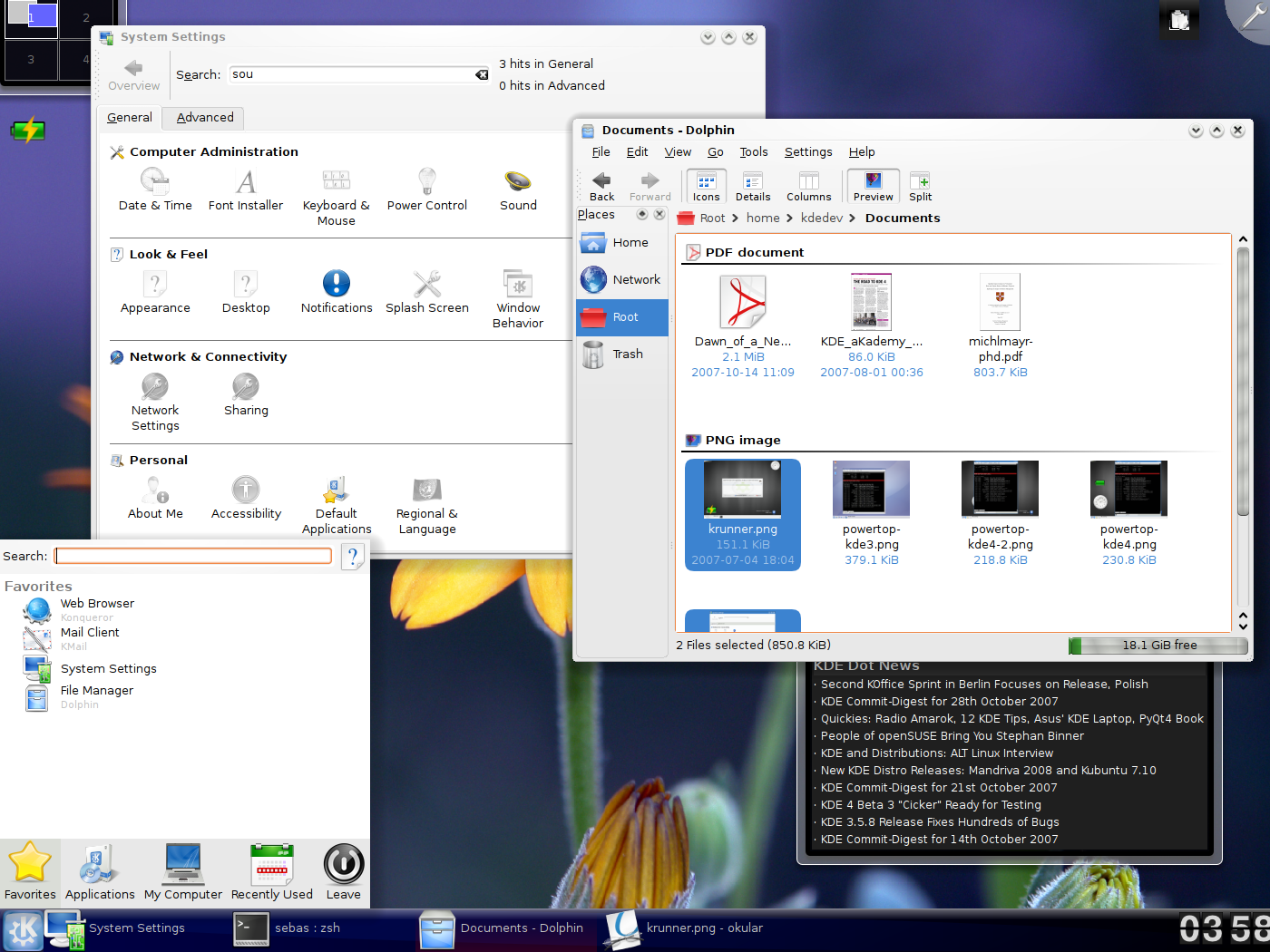
Beta 4におけるOxygenウィジェットとウインドウの装飾。多くのPlasmaアプレットがバックグラウンドにある。
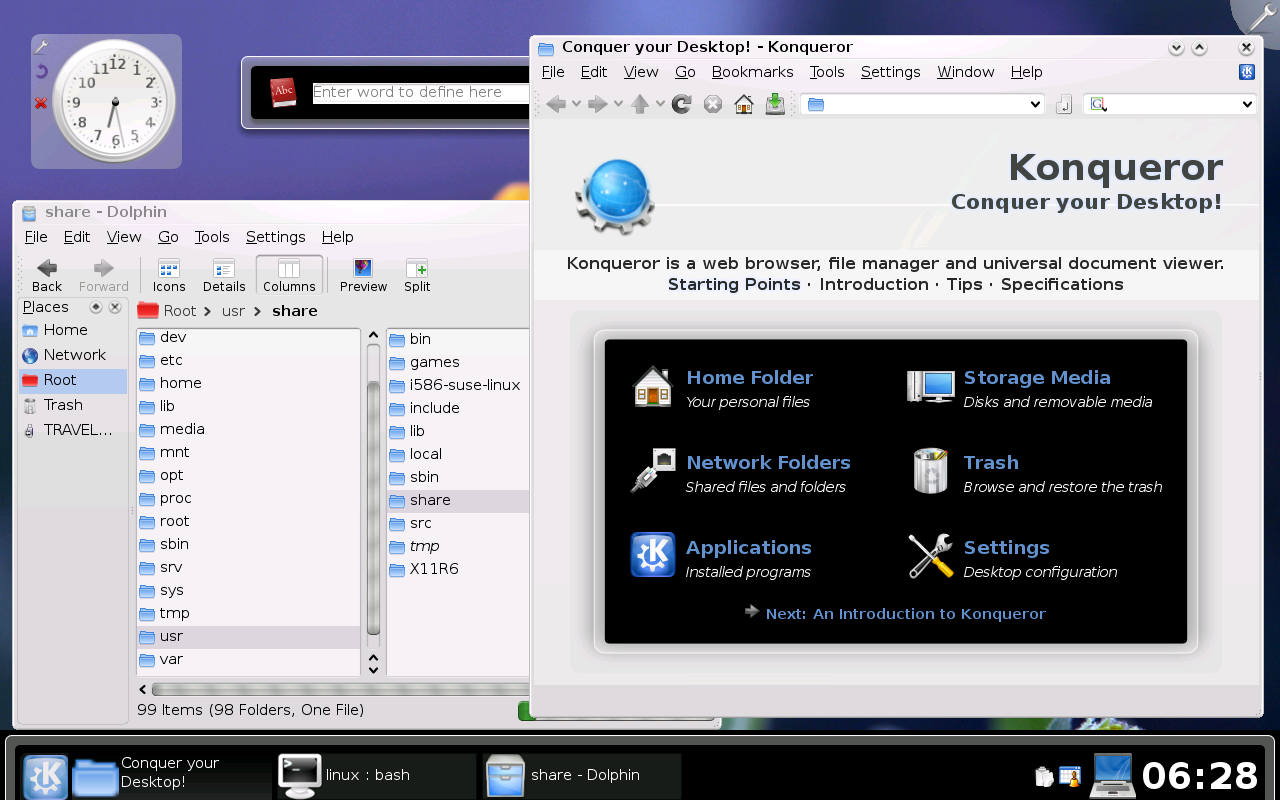
KDE 4 RC2におけるOxygenパネル。
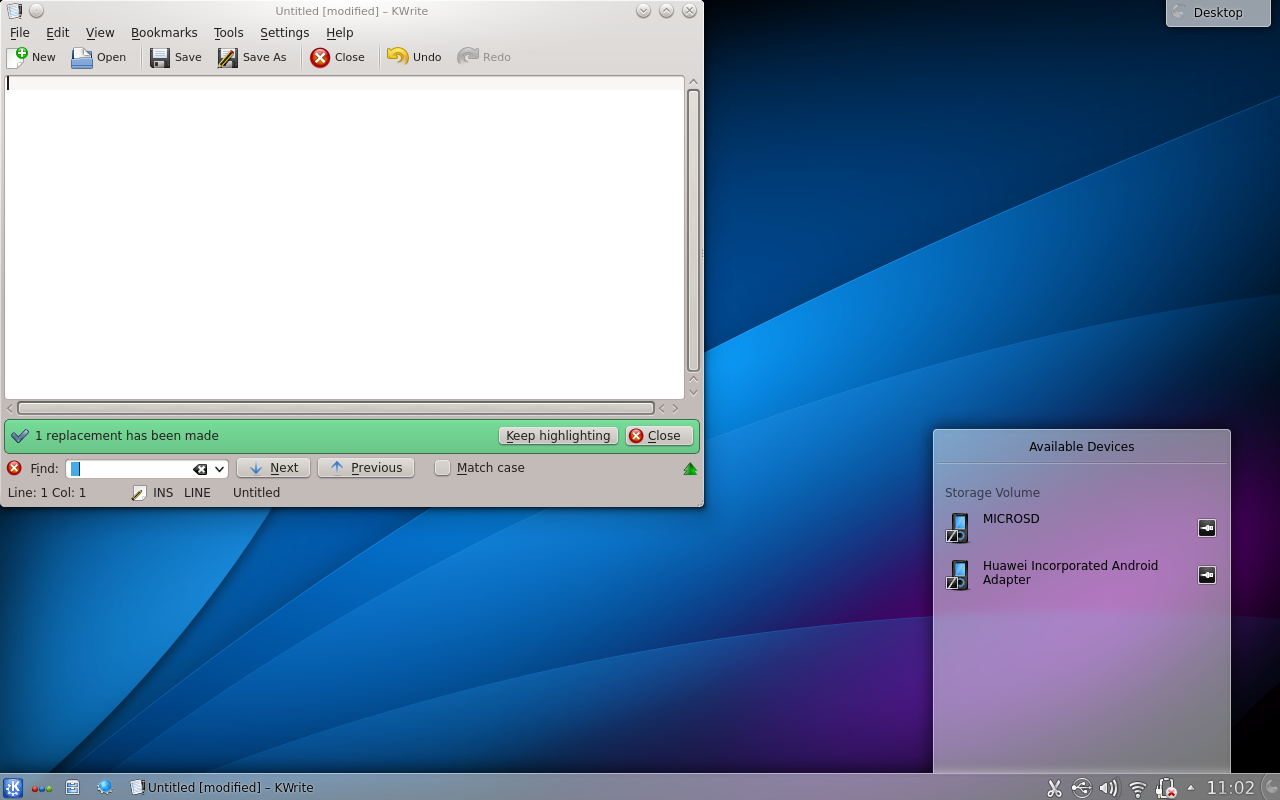
最終版。改良されたコントラスト、滑らかなウィジェット、多くの新しいアイコンを導入。